# Orkadische Seen

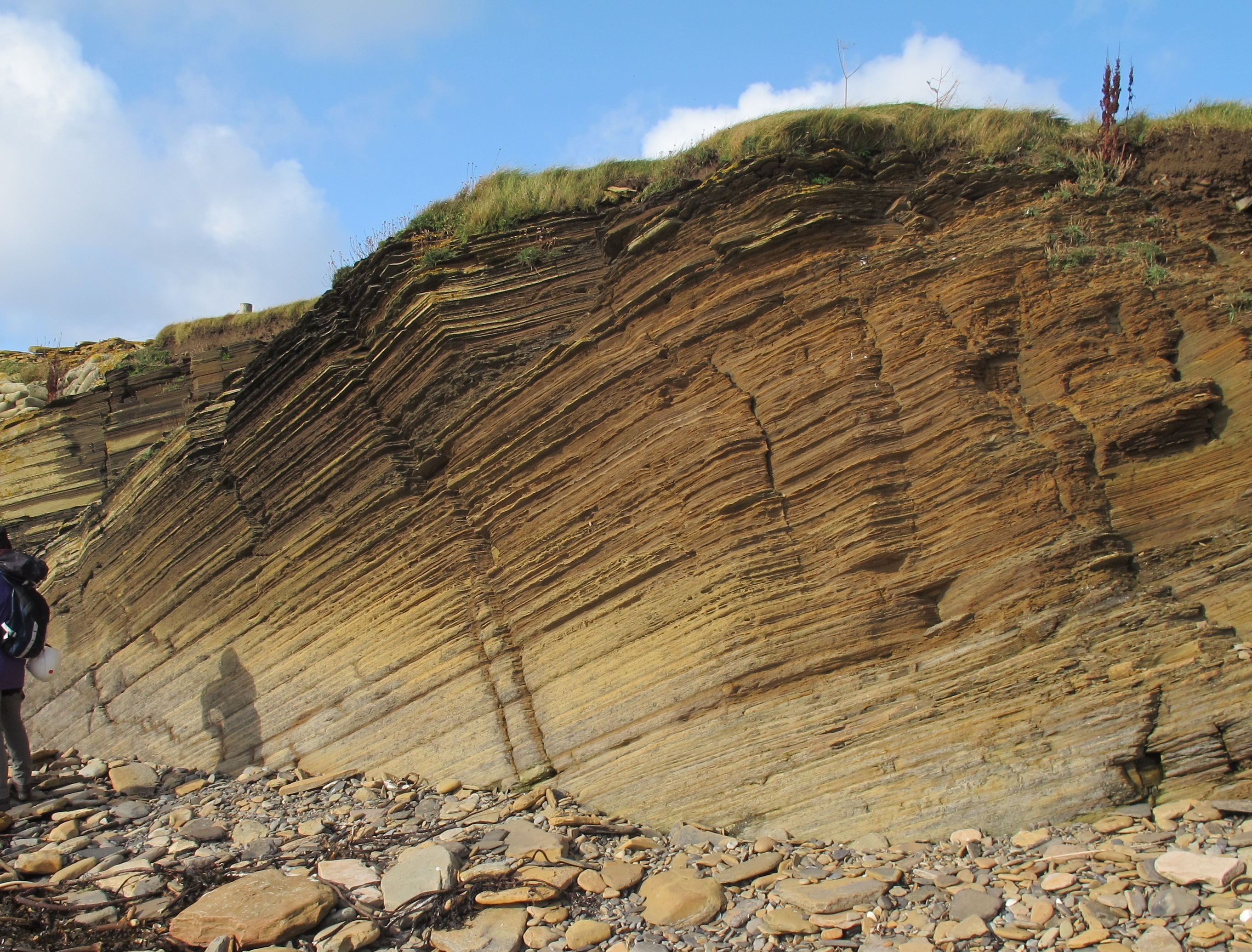
Feine Karbonatlaminate des Sandwick-Fischbetts im Abschnitt Stromness Shore

Die Orkadischen Seen waren eine Anzahl von Seen, die während des Devons in der Region des heutigen Schottlands, der Orkney und der Shetlands bestanden. 
Die von ihnen hinterlassenen Sedimentgesteine sind Teil des vor etwa 410 bis 370 Millionen Jahren abgelagerten Old-Red-Sandsteins und von Geologen und Paläontologen seit den 1830er Jahren untersucht worden. Die Gesteine enthalten eine Vielfalt von gut erhaltenen Fossilien, darunter vor allem Reste von Fischen, die einen Einblick in die Entwicklung der Fische während dieser Zeit erlauben.

## Landschaft
Die Landschaft des Devons um diese Seen bestand aus gerundeten Hügeln, die aus älteren metamorphen und magmatischen Gesteinen bestanden. Ausdehnung und Tiefe der Seen schwankten mit der Zeit, so dass das Wasser manchmal bis zu den Hügeln reichte, und zu anderen Zeiten so weit zurückwich, dass die in die Seen mündenden Flüsse Überschwemmungsebenen ausbilden konnten. Bei Stromness wurden Stromatolithen gefunden, die Rückschlüsse auf eine zeitweilige Versalzung der Seen zulassen. Darüber hinaus lassen Scolecodonten (Kieferelemente von im Meer lebenden ausgestorbenen Ringelwürmern), die in den Eday-Mergeln gefunden wurden, den Schluss zu, dass die Seen zumindest zeitweise eine direkte Verbindung zum offenen Meer hatten.
Die Hügel waren ohne jede Vegetation, weil das Festland noch nicht von Pflanzen bewachsen war, die sich zu dieser Zeit gerade entwickelten. Die Erosion war deshalb stark und wahrscheinlich jahreszeitlich schwankend, ebenso wie die Produktion von Biomasse in den Seen. Dies spiegelt sich in der Ausbildung der, aus im tiefen Seebereich abgelagertem Kalkschlamm hervorgegangenen, Kalksteine wider, die eine feine Bänderung aufweisen, welche als Warvenschichtung interpretiert wird.

## Fauna
Einige in der Ufernähe lebende Fische trieben nach ihrem Tod zum Zentrum des Sees und sanken zu Boden, wo sie unter den anoxischen Bedingungen in der Tiefe erhalten blieben. Die meisten dieser Fischfossilien wurden im Achanarras-Steinbruch in der Nähe von Thurso gefunden. Mindestens je ein Exemplar aus der folgenden Liste von Fischordnungen wurde dort gefunden.
- Panzerfische (Placodermi)
- Stachelhaie (Acanthodii)
- Strahlenflosser (Actinopterygii)
- Porolepiformes
- Osteolepiformes
- Lungenfische (Dipnoi)

## Flora
Nur sehr wenige Pflanzenfossilien wurden in den devonischen Gesteinen gefunden, und keine davon in Lebendstellung. Es gibt Anzeichen für die Aktivität von Algen und Bakterien.